# Fallopia pterocarpa
Fallopia pterocarpa là một loài thực vật có hoa trong họ Rau răm. Loài này được (Meisn.) Holub mô tả khoa học đầu tiên năm 1971.